# Alex Márquez (Filmeditor)
Alex Márquez ist ein US-amerikanischer Filmeditor, der verschiedene internationale Kinoproduktionen betreute, darunter Alexander, El búfalo de la noche, Otis, Savages oder Snowden.

## Leben und Karriere
Nach einem Studium der Englischen Literatur- und Sprachwissenschaft von 1992 bis 1996 an der University of California am Standort Santa Barbara mit Abschluss Bachelor of Arts (B.A.), begann Alex Márquez Ende der 1990er Jahre seine Laufbahn als Editor. Zuerst noch als Schnittassistent bei der TV-Serie Team Knight Rider dann unter dem Regisseur Oliver Stone bei dessen Kinoproduktion An jedem verdammten Sonntag einem Sportlerfilm mit Al Pacino in der Hauptrolle. Nach verschiedenen Engagements für Kurz- und Dokumentarfilme zu Beginn der 2000er Jahre, schnitt er im Jahr 2004 für Oliver Stone dessen Historienepos Alexander zusammen mit seinen Kollegen Yann Hervé und Thomas J. Nordberg. Es folgten weitere Aufträge für Kinoproduktionen wie El búfalo de la noche von Regisseur Jorge Hernandez Aldana im Jahr 2007, für den US-amerikanischen Spielfilm Otis von Tony Krantz von 2008 und 2012 erneut für Oliver Stones Thriller Savages in der Besetzung Aaron Taylor-Johnson, Taylor Kitsch und Blake Lively. 2016 betreute er Stones Filmdrama Snowden mit Joseph Gordon-Levitt in der Titelrolle.
Darüber hinaus war Alex Márquez von 2012 bis 2013 für zehn Episoden für die TV-Serie Oliver Stone – Die Geschichte Amerikas als Editor tätig.

## Filmografie (Auswahl)

### Spielfilme
- 2004: After the Past
- 2004: Alexander
- 2007: El búfalo de la noche
- 2008: Otis
- 2012: Savages
- 2015: Criminal Activities
- 2016: Snowden
- 2016: Hacker
- 2018: Mogli: Legende des Dschungels (Mowgli: Legend of the Jungle)

### Fernsehen
- 2017: La Quinceañera (Fernsehserie, 7 Episoden)

### Kurz- oder Dokumentarfilme
- 2000: Where’s Charlie? (Kurzfilm)
- 2003: Comandante (Dokumentarfilm)
- 2004: America Undercover (TV-Dokumentarserie, 1 Episode)
- 2006: Jack Smith and the Destruction of Atlantis (Dokumentarfilm)
- 2007: Bomb It (Dokumentarfilm)
- 2008: Clown (Kurzfilm)
- 2012: Castro in Winter (Dokumentarfilm)
- 2012–2013: Oliver Stone – Die Geschichte Amerikas (TV-Dokumentarserie, 10 Episoden)
- 2014: Mi Amigo Hugo (Dokumentarfilm)
- 2015: Alivio (Dokumentarfilm)
- 2015: The Propaganda Game (Dokumentarfilm)
- 2021: The Humming of the Beast (Kurzfilm)